# 丁日昌
丁 日昌（てい じつしょう、Ding Richang、1823年 - 1882年）は、中国清末の軍人・官僚。字は禹生または雨生、号は持静。潮州府豊順県の出身。洋務運動の中心人物の一人。

## 生涯
20歳で秀才となり、郷試には合格しなかったが、恵潮嘉道の李璋煜が記述文章を見て幕僚に招聘した。咸豊4年（1854年）、太平天国軍が潮州府を攻撃したが計略で撃退に成功した。咸豊7年（1857年）に軍功で瓊州府儒学訓導に任命され、次いで江西省廬陵県の知県になるが、太平天国軍の攻撃を受けて陥落し、免職となった。咸豊11年（1861年）から湘軍を率いる曽国藩の幕僚となって水軍の準備に協力した。
同治3年（1864年）に蘇淞太兵備道に、同治4年（1865年）には両淮塩運使に就任した。同治6年（1867年）には江蘇承布政使、江蘇巡撫に昇進、光緒元年（1875年）に福州船政大臣・福建巡撫となった。在任中には北洋・南洋・東洋の3つの海軍を建設して分担して国防に当たることを主張し、外国人を招いて技術指導にあたらせた。光緒2年（1876年）に台湾で炭鉱を開き、中国で初めての電線を引いている。また『海難救護章程』を制定した。
光緒3年（1877年）に病で故郷に帰ったが、光緒4年（1878年）には南洋艦隊の指揮を命じられて、総理各国事務衙門大臣も兼任した。政務の余暇には読書を好み、蔵書家としても知られた。

## 政策
- 実業：海運事業の創始。江南機器製造総局の創設。開平鉱務局（現在の河北省唐山市開平区）と輪船招商局の開設。台湾での炭鉱開山・鉄道建設・電線架設・造船産業育成・土地開墾。
- 軍事：北洋・東洋・南洋の2艦隊の創設を提言。
- 外交：主権の保持と利権の回収。
- 内政：汚職の厳禁・雑税の整理・治水事業などを提言。
- 華僑：外国人が中国人を騙して出国させることの禁止、市舶司を創設して海外の華僑の管理を提言。
- 教育：科挙の改革を提言。アメリカへの児童の留学を推進。船政学堂の優等生をヨーロッパに派遣。西洋の科学技術書の翻訳を推進。

## 著作
- 『丁禹生政書』
- 『撫呉公牘』
- 『百蘭山館詩集』
- 『百蘭山館政書』
- 『持静斎書目』